# Oscar Micheaux
Oscar Devereaux Micheaux (2 de enero de 1884 - Charlotte, Carolina del Norte, 25 de marzo de 1951) fue un realizador y autor cinematográfico estadounidense, pionero en la realización de filmaciones sobre la vida de los afroamericanos.

## Biografía
Oscar Micheaux era hijo de un esclavo que había sido liberado en 1863. Nació en una granja de Illinois, era uno, entre trece hermanos. 
Trabajó como lustrador de zapatos y como portero en el ferrocarril. También en una granja en Dakota del Sur. Allí dio inicios a su capacidad para escribir historias. Pese al racismo hacia las personas de color negro en aquella época, Micheaux lo superó, creando su propia compañía, la cual publicaba libros para venderlos a domicilio.

## Obra cinematográfica
Con la llegada de la industria del cine, quedó lo cautivó como vehículo para contar sus historias. Creó su propia compañía de producción cinematográfica, ya en 1919, llevó a cabo su primera producción. Fue la primera producción del cine afroamericano. Escribió, dirigió y produjo la película muda The Homesteader, basada en su novela homónima. 
En 1925, tuvo la oportunidad de introducir al entonces joven actor, y extraordinario barítono-bajo (pero solo en su condición de actor, ya que no había nacido el cine sonoro), Paul Robeson en su película, Body and Soul.
Tuvo el mérito de introducir las primeras películas africanoamericanas en los cines "para blancos". En sus producciones, Micheaux se alejaba de los estereotipos del "negro", en la forma en que eran reflejados en aquel entonces. Atacó el racismo representado en la película El nacimiento de una nación de D. W. Griffith.
El gremio de los productores de cine de Estados Unidos le llamó "el realizador negro más prolífico en el cine americano". 
Durante su carrera, Oscar Micheaux escribió, produjo y dirigió 44 largometrajes entre 1919 y 1948. Escribió siete novelas, una de las cuales constituyó un superventas nacional en Estados Unidos. 
Micheaux murió mientras hacía un viaje de negocios. Está enterrado en Kansas junto a otros miembros de su familia.
Por su contribución a la industria del cine, Oscar Micheaux tiene una estrella en el paseo de la fama de Hollywood en el 6721 de Hollywood Boulevard.

## Obras Literarias
- La Nota Forjada - (1915)
- The Homesteader - (1917)
- El viento de ninguna parte - (1941)
- El caso de señora Wingate - (1944)
- La historia de Dorothy Stanfield - (1946)
- Masquerade, una novela histórica - (1947)

## Filmografía
- The Homesteader (1919)
- Within Our Gates (1920)
- The Brute (1920)
- The Symbol of the Unconquered (1920)
- The Gunsaulus Mystery (1921)
- The Dungeon (1922)
- The Hypocrite (1922)
- Uncle Jasper's Will (1922)
- The Virgin of the Seminole (1922)
- Deceit (1923)
- Birthright (1924)
- A Son of Satan (1924)
- Body and Soul (1925)
- Marcus Garland (1925)
- The Conjure Woman (1926), (basada en la novela de Charles W. Chesnutt)
- The Devil's Disciple (1926)
- The Spider's Web (1926)
- The Millionaire (1927)
- The Broken Violin (1928)
- The House Behind the Cedars (1927), (basada en la novela de Charles W. Chesnutt)
- Thirty Years Later (1928)
- When Men Betray (1929)
- Wages of Sin (1929)
- Easy Street (1930)
- A Daughter of the Congo (1930)
- Darktown Revue (1931)
- The Exile (1931)
- Veiled Aristocrats (1932)
- Ten Minutes to Live (1932)
- Black Magic (1932)
- The Girl From Chicago (1932)
- Ten Minutes to Kill (1933)
- Phantom of Kenwood (1933)
- Harlem After Midnight (1934)
- Murder in Harlem (1935)
- Temptation (1936)
- Underworld (1937)
- God's Step Children (1938)
- Swing! (1938)
- Lying Lips (1939)
- Birthright (1939)
- The Notorious Elinor Lee (1940)
- The Betrayal (1948)